# バルムンク
バルムンク（Balmung）は、『ニーベルンゲンの歌』に登場する剣。幅広で、黄金の柄には青い宝玉が埋め込まれ、鞘は金色の打紐で巻き上げられていた。北欧神話のグラム、『ニーベルングの指環』のノートゥンクに相当する。

## 概要
ニーベルンゲン族のシルブンクとニベルンクがジークフリートに財宝の分配を依頼する際に彼に贈ったが、分配に不平を漏らすものがおり、ジークフリートはその役割を果たせなかった。怒ったジークフリートは二人の王とニーベルンゲン族の勇者たちを斬り、結果として彼らの宝を手に入れることになった。ジークフリートはバルムンクを愛剣として数々の軍功を挙げた。
ハゲネはジークフリートの暗殺を謀ったとき、反撃されないようバルムンクと狩猟の弓をジークフリートの手元から奪ったため、ジークフリートはハゲネを打ち漏らす結果となった。ハゲネはジークフリートを殺害した後にバルムンクを自分の剣とするが、ブルクントの王グンターの供としてフン族の王エッツェルを訪れたときに、クリームヒルトにこれを誇示して見せたため、彼女の憎しみをかき立てた。クリームヒルトは捕らえられたハゲネの首をバルムンクで刎ね、ジークフリートの復讐を果たした。